# Gajuwaka
Gajuwaka è una suddivisione dell'India, classificata come municipality, di 258.944 abitanti, situata nel distretto di Visakhapatnam, nello stato federato dell'Andhra Pradesh. In base al numero di abitanti la città rientra nella classe I (da 100.000 persone in su).

## Società

### Evoluzione demografica
Al censimento del 2001 la popolazione di Gajuwaka assommava a 258.944 persone, delle quali 133.461 maschi e 125.483 femmine. I bambini di età inferiore o uguale ai sei anni assommavano a 32.276, dei quali 16.432 maschi e 15.844 femmine. Infine, coloro che erano in grado di saper almeno leggere e scrivere erano 182.384, dei quali 102.951 maschi e 79.433 femmine.